# Буза (Верона)
Буза је насеље у Италији у округу Верона, региону Венето.
Према процени из 2011. у насељу је живело 169 становника. Насеље се налази на надморској висини од 157 м.